# Garancsimeer
Het Garanscimeer (Kroatisch: Garancsi-tó) is een meer in Hongarije. Het is gelegen in het comitaat Pest, tussen de plaatsen Piliscsaba en Tinnye. De Hongaarse komediefilm Üvegtigris (2001) werd in dit gebied opgenomen. Een aantal van de filmmakers richtten destijds aan de rand van het meer een restaurant-pension op.